# Forest Peoples Programme
Forest Peoples Programme (FPP) est une organisation non gouvernementale qui défend une vision alternative de la gestion et du contrôle des forêts, fondée sur le respect des droits des peuples. Le FPP travaille avec les peuples des forêts d'Amérique du Sud, d'Afrique et d'Asie, pour les aider à faire valoir leurs droits, à créer leurs propres organisations et à négocier avec les gouvernements et les entreprises la meilleure façon d'assurer le développement économique et la conservation de leurs terres.
Cette organisation a été fondée en 1990 en réponse à la crise forestière, spécifiquement pour soutenir les luttes des peuples forestiers indigènes pour défendre leurs terres et leurs moyens de subsistance. Elle  a été enregistrée en 1997 en tant que Stichting néerlandaise non gouvernementale de défense des droits de l'homme, puis plus tard, en 2000, en tant qu'organisation caritative britannique, sous le numéro 1082158, et en tant que société à responsabilité limitée par garantie (company limited by garantee), sous le numéro 3868836. No. 3868836, avec un siège social au Royaume-Uni. 